# El Rincón, Atlahuilco
El Rincón är en ort i Mexiko.   Den ligger i kommunen Atlahuilco och delstaten Veracruz, i den sydöstra delen av landet, 220 km öster om huvudstaden Mexico City. El Rincón ligger 2 413 meter över havet och antalet invånare är 305.
Terrängen runt El Rincón är kuperad åt sydost, men åt nordväst är den bergig. Runt El Rincón är det ganska tätbefolkat, med 120 invånare per kvadratkilometer. Närmaste större samhälle är Río Blanco, 18,7 km norr om El Rincón. I omgivningarna runt El Rincón växer i huvudsak blandskog.